# Rent: Bohém élet – Utoljára a Broadwayn
A Rent: Bohém élet – Utoljára a Broadwayn (angolul: Rent: Filmed Live on Broadway, azaz Rent: élő felvétel a Broadwayről) a  Rent című musical 2008-as Sony Pictures Entertainment filmfelvétele. A felvételek a darab utolsó Nederlander Theatre-beli előadásán, 2008. szeptember 7-én, illetve egy korábbi, augusztus 20-i előadáson készültek.
Az amerikai és kanadai filmszínházak HD-felbontásban vetítették 2008. szeptember 24. és 28. között.
A Sony Pictures Releasing elnöke, Rory Buer közleménye szerint ez volt az első Broadway-darab, melyet a legfontosabb Észak-Amerikai mozik is műsorukra tűztek. A film 2009. február 3-án jelent meg DVD-n és blu-rayen.
A Rent tizenkét évig futott a Broadwayen, mikor a Sony Pictures Releasing úgy döntött, hogy rögzítik az utolsó előadást. A film végén megjelenik a musical eredeti szereposztása is, akik a záróest résztvevőivel közösen éneklik el a musical egyik legsikeresebb dalát, a Seasons of Love-t (A szerelem évszakai).
Magyarországon az HBO televíziós csatorna mutatta be először, 2010. május 27-én.

## Fogadtatása
A Rolling Stone újságírója, Peter Travers írta, hogy „semmi sem hasonlítható ahhoz, amikor egy színpadra szánt művet élőben látunk. Azonban a Rent filmfelvétele – melyet Michael Grief rendezett a színpadon és Michael Warren a kamerák mögött – még közelebb hozza a történetet. Egyszerűen felvillanyozó. Jon Kamen és a radical.media varázslói a lehető legjobban aknázták ki a nagy felbontású video- és digitális hangtechnikák adta lehetőségeket, hogy még élőbbé tegyék a darabot. Hála a tehetséges operatőrnek, Declan Quinn-nek (Las Vegas, végállomás, Esküvő monszun idején) gyakorlatilag majd’ kiugrik a vászonból… Most először szerte az országban azok, akik eddig nem láthatták a Rentet, és nem láthatták az eredeti szereposztást csatlakozni az újhoz, hogy még egyszer utoljára elénekeljék a színpadon a Seasons of Love-t, most részesülhetnek az élményben.” A Broadway World szerint „a film kellően dinamikus módszer ahhoz, hogy még egy utolsó alkalommal eljuttassák az előadást a közönséghez, szerte az országban.”

## Kiadása
Egyes régiókódú DVD-n és blu-rayen 2009. február 3-án adták ki a Rentet, míg a második régióban február 21-én. Mindkét formátumú lemezen megtalálható a RENT: The Final Days on Broadway című extra videó, mely stáb forgatás előtti napjait és a forgatást mutatja be, a The Final Curtain Call, mely a Seasons of Love utolsó előadásával foglalkozik, a The Wall, mely a színpad híres hátsó faláról szól, melyen több száz üzenetet hagytak és a The Final Lottery, melyben az utolsó jegyek kisorsolásába tekinthetünk be. A bevételek egy részét a National Marfan Foundationnek ajánlották fel.
A blu-ray lemezen számos további extra található. A Home című abba enged bepillantást, hogy alakították át a Nederlander Theatre-t a Rent otthonává, a Castingban pedig Bernard Telsey beszél arról, hogy válogatták ki a színészeket az elmúlt tizenkét évben.

## Szereposztás
- Will Chase mint Roger Davis
- Adam Kantor mint Mark Cohen
- Michael McElroy mint Thomas B. Collins
- Rodney Hicks mint Benjamin Coffin III
- Tracie Thoms mint Joanne Jefferson
- Justin Johnston mint Angel Dumott-Schunard
- Renée Elise Goldsberry mint Mimi Marquez
- Eden Espinosa mint Maureen Johnson
- Tracy McDowell mint Mark anyja és mások
- Marcus Paul James mint betlehemes, Mr. Jefferson, lelkipásztor és mások
- Gwen Stewart mint Mrs. Jefferson, a nő szatyrokkal és mások
- Jay Wilkison mint Gordon, a férfi, Mr. Gray és mások
- Telly Leung mint Steve, a férfi az ablaktörlővel, a pincér és mások
- Shaun Earl mint Paul, a zsaru és mások
- Andrea Goss mint Alexi Darling, Roger anyja és mások

Az eredeti Broadway-szereposztásból csak Rodney Hicks és Gwen Stewart szerepeltek ebben a változatban, és csak Stewart a saját szerepében (bár Hicks eredetileg is játszotta Bennyt, másodszereposztásban). A filmváltozatból Tracie Thoms és Shaun Earl játszotta el újra szerepét. Ebben a változatban az életvédő csoport „Sue”-ját „Lisa”-nak nevezik.

## Fordítás
Ez a szócikk részben vagy egészben  a   Rent: Filmed Live on Broadway című angol Wikipédia-szócikk ezen változatának fordításán alapul.  Az eredeti cikk szerkesztőit annak laptörténete sorolja fel. Ez a jelzés csupán a megfogalmazás eredetét és a szerzői jogokat jelzi, nem szolgál a cikkben szereplő információk forrásmegjelöléseként.